# Age of Steam
Age of Steam är ett brädspel för tre till sex spelare som föreställer utvecklingen av järnvägsnät och järnvägstransport i USA, samt andra områden med expansionskartorna. Spelet är konstruerat av Martin Wallace och lanserades 2002 av Warfrog Games under licens från Winsome Games. Spelet tar ungefär två timmar att spela.

## Utmärkelser
2002 vann Age of Steam Meeples' Choice Award och året därefter delade spelet priset International Gamers Award med Puerto Rico.
Age of Steam har en topp-20-ranking på Boardgamegeek.

## Utgivning
Age of Steam har fått fler än 50 expansioner vilka ofta utgörs av en ny karta (spelbräde) och ibland speciella regeländringar.
Age of Steam har givits ut med de lokaliserade namnen: 
- 蒸气世纪
- 蒸氣世紀
- 증기의 시대

Spelet har omarbetas och givits ut som brädspelet Railroad Tycoon.